# Trédaniel
Trédaniel (bretonisch: Trezeniel) ist eine französische Gemeinde mit 896 Einwohnern (Stand: 1. Januar 2022) im Côtes-d’Armor in der Region Bretagne. Die Einwohner der Gemeinde werden Trédanielais und Trédanielaises genannt.

## Geographie
Umgeben wird Trédaniel von der Gemeinde Quessoy im Norden, von Bréhand im Nordosten, von Saint-Glen im Osten, von Plessala im Süden und von Plœuc-sur-Lié im Westen.

## Bevölkerungsentwicklung
| 1962 | 1968 | 1975 | 1982 | 1990 | 1999 | 2008 | 2012 | 2014 | 2020 |
| 564  | 592  | 636  | 719  | 747  | 856  | 974  | 977  | 958  | 897  |

## Sehenswürdigkeiten
Siehe: Liste der Monuments historiques in Trédaniel
- Kirche Saint-Pierre aus dem 16. Jahrhundert, Südfassade und das Kreuz aus dem 16. Jahrhundert sind jeweils seit 1925 als Monument historique eingetragen
- Kapelle Notre-Dame-du-Haut mit Ursprüngen aus dem 14. Jahrhundert

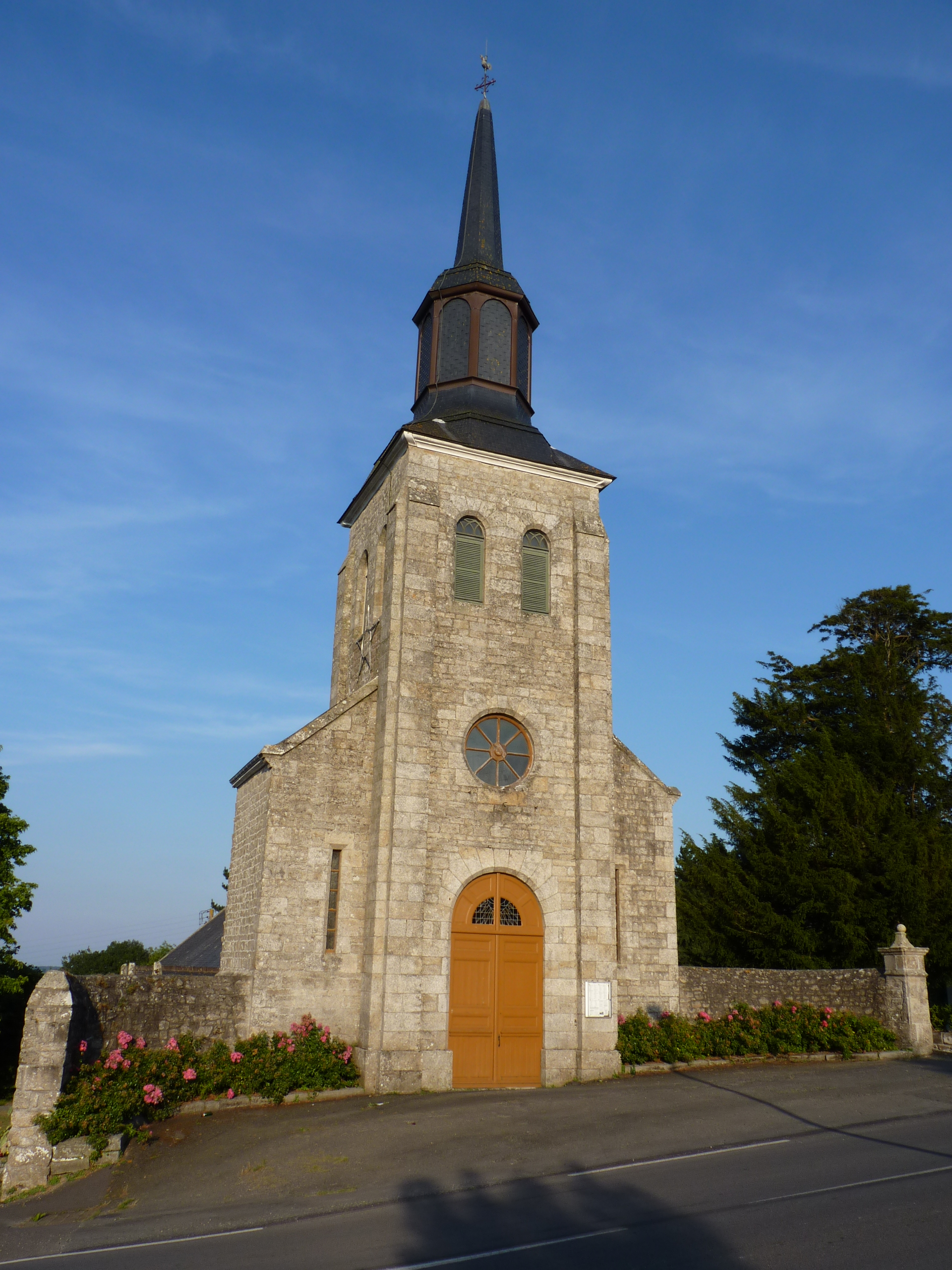
Kirche Saint-Pierre
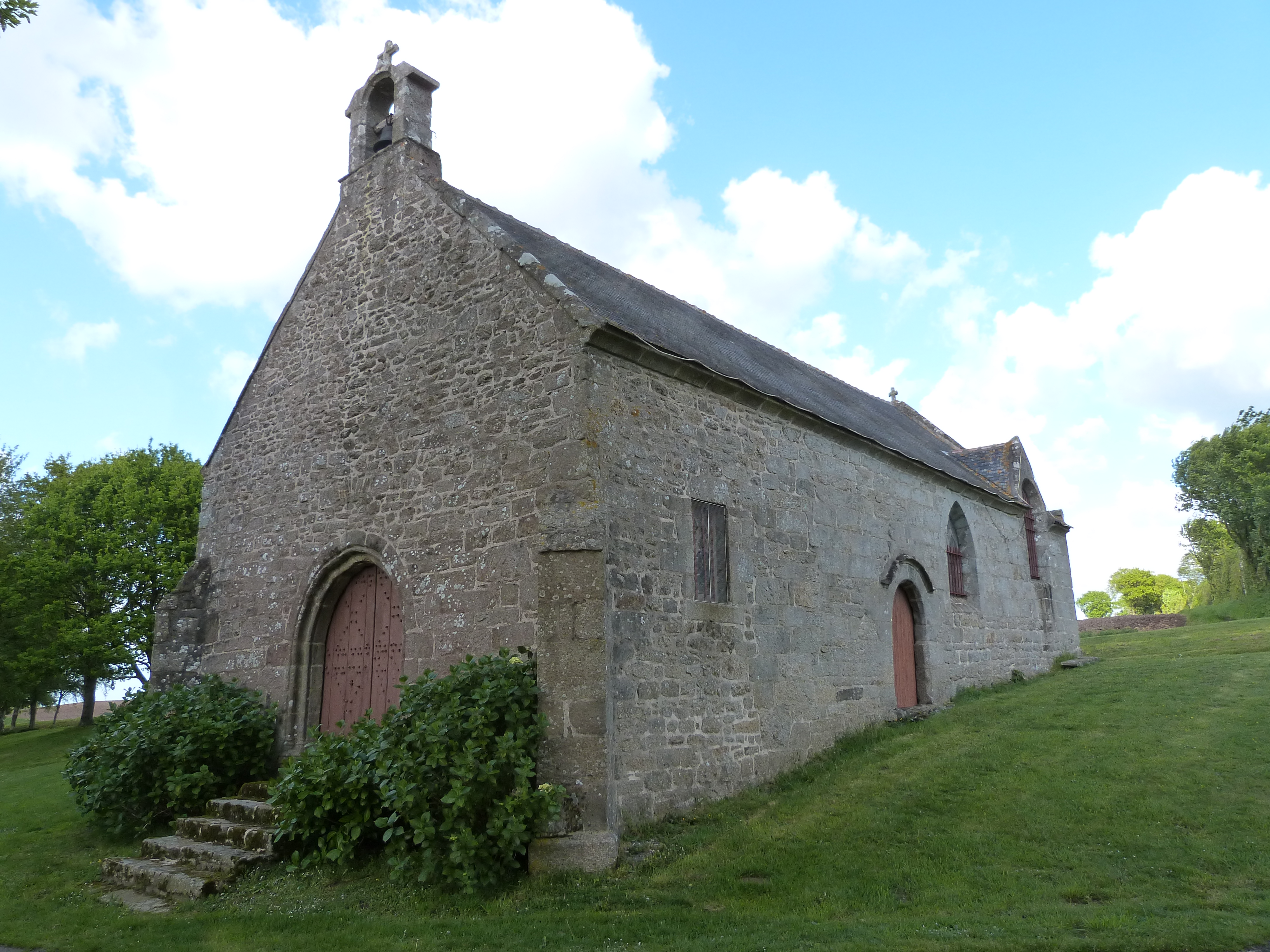
Kapelle Notre-Dame-du-Haut